# マヤグエース号事件
マヤグエース号事件（マヤグエースごうじけん Mayaguez incident）は、1975年5月、アメリカの商船が民主カンプチアによって拿捕された事件。アメリカ大統領ジェラルド・R・フォードにとって最初で、かつ重大な外交危機だった。
アメリカ軍による救出作戦が行われ、カンボジア軍との間で、双方合わせて約80名の戦死者が出る戦闘となった。救出作戦は空振りに終わったが、民主カンプチア側は拘束した船員らを全員解放した。この作戦は、ベトナム戦争における最後の戦闘であると考えられている。

## 背景

事件の起きたタイランド湾の地図。“Gulf of Thailand”の文字のすぐ上の小島がポウロワイ島。その北東、本土との中間の小島がコー・タン島（en）。

1975年4月30日、南ベトナムの首都サイゴンが陥落し、北ベトナム政府はベトナム戦争の終結を宣言した。
内戦状態にあった隣国カンボジアでも、同じ1975年4月にロン・ノル将軍を中心とした親米のクメール共和国は崩壊し、4月28日、共産主義を標榜するクメール・ルージュのポル・ポト政権が樹立して国名は民主カンプチアとなった。
翌5月、ポル・ポト政権は、自国の領海は沿岸から90海里（約167km）であると新たに宣言した。そして、カンボジア海軍の艦艇を出動させ、「領海侵犯」をする外国船の取り締まりを強めた。ロン・ノル政権時代の海軍艦艇の主力は脱走してフィリピンやタイへと亡命してしまっていたが、魚雷艇や哨戒艇など小型艇の一部がその指揮下に残っていた。これらのカンボジア海軍艦艇は、宣言から10日間で、計25隻の外国船に威嚇発砲などを行って拿捕していた。ただし、一部はすぐに解放されている。
なお、米国商船「マヤグエース」が拿捕された地点付近にあった無人島のポウロワイ島（Poulo Wai）は、カンボジアのほか、タイとベトナムが領有権主張をしている係争地であった。

## 事件の経過

### 拿捕

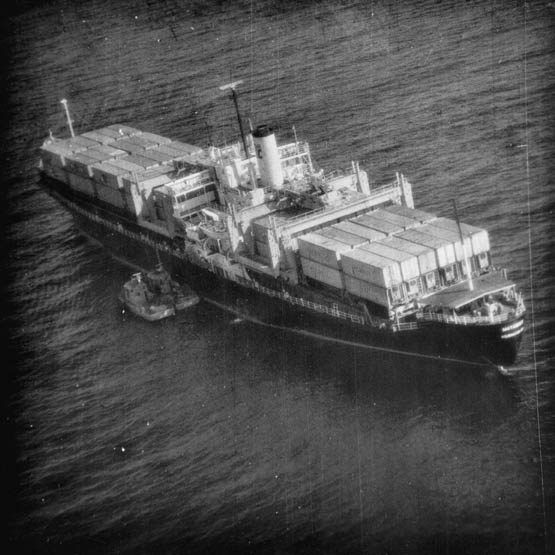
マヤグエース号に横付けしたカンボジア軍の2隻の警備艇

アメリカ民間船籍のコンテナ船「マヤグエース」（SS Mayaguez、10766載貨重量トン、乗員39人。音写表記はマヤゲス号とも）は、香港を出港し、タイのサッタヒープへ向けてタイランド湾を航行していた。同船は、アメリカ合衆国政府の依頼により、タイ駐在のアメリカ大使館やアメリカ軍部隊向けの食料品や日用品1000トンを輸送中で、タイを経由後はシンガポールへ向かう予定だった。同船はポル・ポト政権の領海90海里宣言や拿捕事件多発は知らないまま、通常航路を辿っていた。
5月12日午後2時18分（現地時間）、「マヤグエース」が、ポウロワイ島南約10㎞のカンボジア領海に差し掛かったところ、島影からカンボジアの高速警備艇2隻（王政時代にアメリカから支給されたもの）が出現した。カンボジア艇は、機関銃とロケット弾で威嚇射撃を行って停船を命じた。「マヤグエース」は遭難信号を発信したのちに停船、接舷移乗してきたカンボジア兵の指示に従って航行し、5月13日にポウロワイ島からカンボジア本土へ向かう中間にあるコー・タン島（en:Koh Tang）へ入泊した。なお、兵士と船員らは言葉が通じなかったため、指示や交渉は身ぶりで行われていた。カンボジア兵の態度は割合に丁重だった。

### アメリカ政府の対応

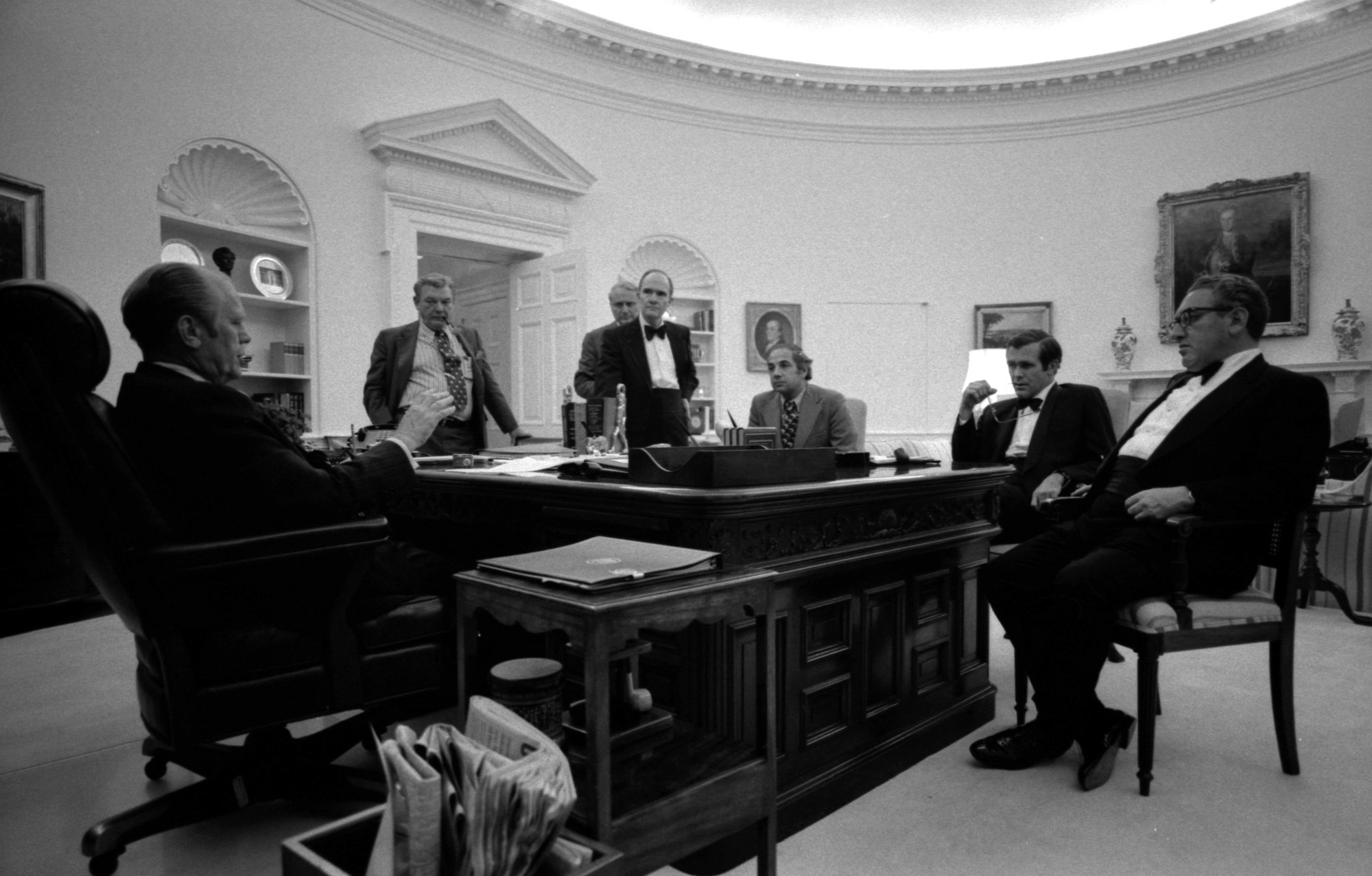
事件中のフォード大統領とそのスタッフ。（1978年5月14日撮影）

拿捕から約2時間後の現地時間5月12日午後4時12分（ワシントン時間同日午前5時12分）、アメリカ国防総省の作戦室に事件の一報が入った。ヘンリー・キッシンジャー国務長官に緊急事態が伝えられたのはさらに1時間後、ジェラルド・R・フォード大統領には、登庁後の午前7時40分頃になってようやく知らされた。ワシントン時間同日正午、最初の国家安全保障会議が招集された。キッシンジャー国務長官は、ベトナム撤退で損なわれたアメリカの威信回復のために強硬手段も辞さない解決を主張し、フォード大統領もこれを支持した。フォードはさらに、1968年のプエブロ号事件の二の舞を避けたかったようである。断固とした対応を行うことが、プエブロ号事件を起こした北朝鮮への抑止効果にもつながると思われた。会議後、アメリカ政府は、拿捕を海賊行為であるとして非難し、即時解放を求める声明を発表した。
アメリカ政府は外交交渉による事件解決も図ってはいた。しかし、アメリカは民主カンプチアとの外交関係を持っていなかったので、交渉実現の可能性すら低かった。北京駐在の米中連絡事務所ジョージ・H・W・ブッシュ全権特命公使は、在北京カンボジア大使館と親カンボジアの中国政府に釈放を求める文書を手交したが、翌日に郵便で返送された。その後も中国政府や国連事務総長を通じた接触を試みたが、解放実現後の5月19日まで応答は無いままに終わった。
民主カンプチア政府は、「マヤグエース」はCIAのスパイ船であったと報道発表した。
軍事的な救出作戦に備え、アメリカ軍はタイに臨時現地司令部（司令官：バーンズ第7空軍司令官）を設置し、第7艦隊その他の部隊が行動を開始した。ジャワ島南東にいた空母「コーラル・シー」（USS Coral Sea, CV-43）機動部隊を派遣し、沖縄からタイのウタパオ空軍基地に第3海兵師団の一部を空路移動させた。フィリピン西方にいた空母「ハンコック」機動部隊にも現場進出を命じ、うち護衛駆逐艦「ハロルド・E・ホルト」（USS Harold E. Holt, DE-1074）が先行した。また、タイのコーラート空軍基地から、アメリカ第7空軍第347戦術戦闘航空団のF-111A戦闘爆撃機が、警戒のためシアヌークビル（コンポンソム）上空に出動し、ミサイル駆逐艦「ヘンリー・B・ウィルソン」（USS Henry B. Wilson, DDG-7）がコー・タン島の近くに、フリゲート「スコフィールド」（USS Schofield, FFG-3）がカンボジア本土近海に出動した。
国防総省からカンボジア領空侵入の特別許可を受けて、「マヤグエース」捜索に向かったアメリカ海軍のP-3C哨戒機は、13日朝、ポウロワイ島沖で停止中の同船を発見した。同機はカンボジア海軍警備艇の対空砲火を受けて損傷したが監視を続け、航行を再開した「マヤグエース」がコー・タン島沖に停泊したのを確認した。同日午後3時、タイのコーラート基地を出撃したF-111A戦闘爆撃機やF-4戦闘機などの混成攻撃隊が、「マヤグエース」付近のカンボジア海軍艦艇を空襲した。

### 船員の移送

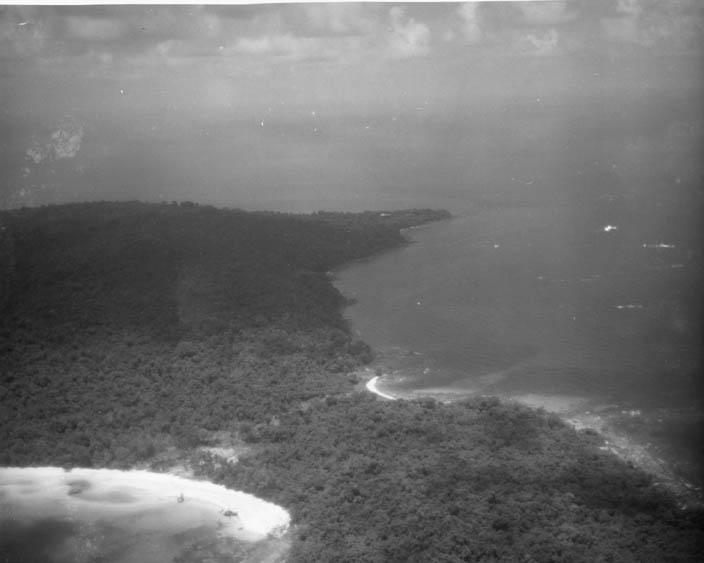
コー・タン島の空撮写真。アメリカ軍撮影のもの。

カンボジア軍は、拘束した「マヤグエース」の船員をコー・タン島に上陸させ、軍の基地で5月13日の夜を過ごさせた。翌14日朝、船員らは、別に数ヶ月前から拿捕されていたタイ船籍の漁船に乗せられ、4隻のカンボジア軍小型艇の護衛の下に本土のシアヌークビルへと出航した。
護送船団の出航に気付いたアメリカ軍は、コーラート基地から航空隊を出動させ、威嚇射撃や催涙ガス弾の投下を行って阻止しようとした。カンボジア軍警備艇への直接攻撃も行われ、1隻が撃沈され、別の1隻も大破（後に完全喪失）した。生き残った3隻のカンボジア艇はコー・タン島へ引き返したが、拘束船員の乗ったタイ漁船は前進を続けた。タイ人漁船員は引き返そうとしていたが、監視役のカンボジア兵が銃で脅して許さなかった。「マヤグエース」の船員らはシャツを白旗代わりに振って米軍機に合図を試み、その旨の報告を受けたフォード大統領は船員死傷のおそれがあるとして攻撃中止を命令した。実際に、船員のうち3名が弾片で負傷していた。
漁船がシアヌークビルに着くと「マヤグエース」の船員らは下船させられ、25km西方に浮かぶコーロン島の軍施設に抑留された。こうして船員は全員が本土に移送されていたのであるが、アメリカ政府は船員の多くはコー・タン島か「マヤグエース」船内に残されていると誤認していた。

### 救出作戦
ワシントン時間5月14日午後4時（現地時間15日午前3時）頃から始まった第4回の国家安全保障会議で、フォード大統領は救出作戦の発動を決断した。主要国会議員を呼び、同意が取り付けられた。
アメリカ軍の現地司令部は、コー・タン島に第3海兵師団第9海兵連隊第2大隊（en, 指揮官：ランドール・オースチン中佐）を空軍ヘリコプター11機、「マヤグエース」に第4海兵連隊第1大隊D中隊を空軍ヘリコプター3機で送り込むヘリボーン作戦を立案していた。「マヤグエース」への直接降下は危険すぎるため、付近の海軍艦艇に降下して接舷移乗することにした。本土への支援爆撃も行われることになった。現地司令部はカンボジア守備兵を20人程度と評価していたが、実際にはベトナムとの国境紛争に備えて約300人が展開していた。守備兵力につき、迫撃砲や無反動砲を装備した150-200人などのより正確で新しい情報も、国防情報局や太平洋軍司令部では掴んでいたが、現地には届かなかった。

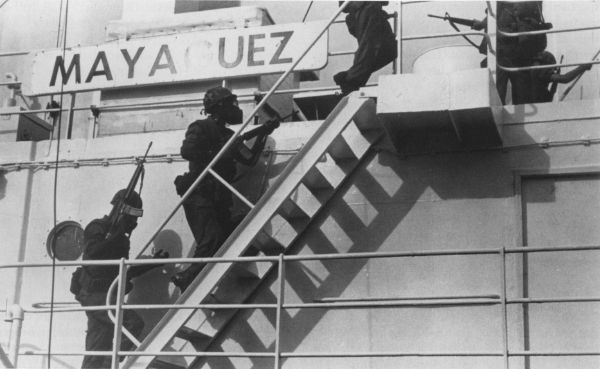
「マヤグエース」に乗り移る海兵隊員。

現地時間5月15日午前4時、11機のアメリカ空軍ヘリコプターが海兵隊員と海軍の連絡員を乗せてウタパオ空軍基地を離陸した。うち3機のHH-53輸送ヘリは、午前6時に護衛駆逐艦「ハロルド・E・ホルト」へと到着し、60名の海兵隊員をリペリング降下させた。アメリカ空軍のA-7D攻撃機が催涙ガス弾を「マヤグエース」甲板に投下した後、7時25分に「ハロルド・E・ホルト」が接舷、ガスマスクを装着した70人の兵士が乗り移った。しかし、予想に反して「マヤグエース」は無人状態であった。

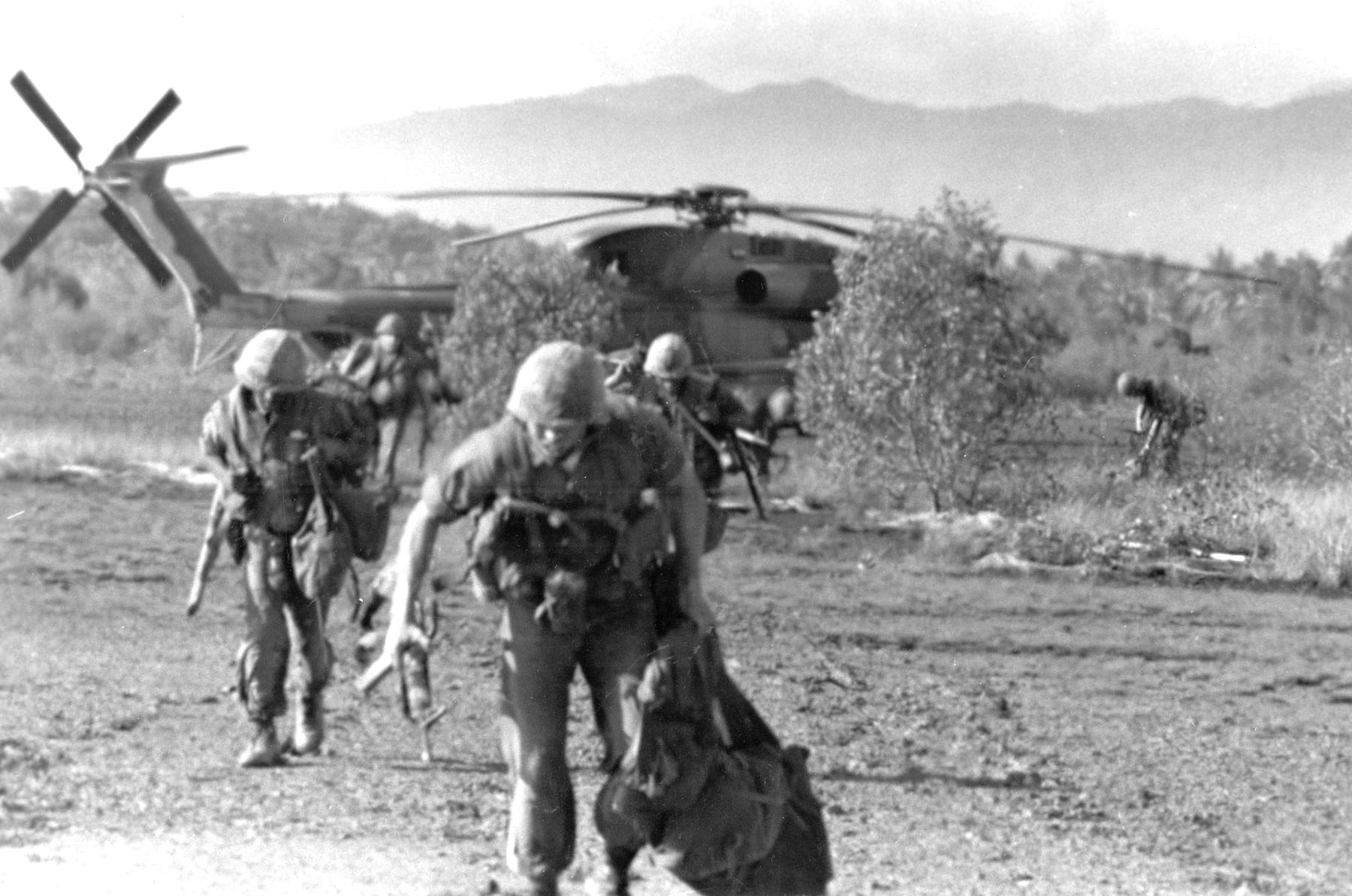
HH-53から島に降りる海兵隊員。

午前6時15分、175名の海兵隊員を乗せた8機のヘリコプター（うち5機はCH-53輸送ヘリ、3機はHH-53輸送ヘリ)が、コー・タン島北海岸に侵入した。人質の安全を考え、事前爆撃は行われなかった。米軍ヘリは、塹壕に入ったカンボジア兵の機関銃とRPG-7による激しい抵抗で迎えられた。計画では東着陸点に6機、西着陸点に2機が降下するはずであったが、それぞれ1機分ずつの兵員しか予定の地点には降りられなかった。東の着陸点に向かった1機は海岸に50mまで接近したところでRPG 2発の直撃を受けて撃墜され、8人が即死、もう1人も間もなく死亡、3人は岸へ泳いでいったがカンボジア兵に射殺された。同じく東着陸点に向かった1機は兵員は無事に上陸させたものの損傷が甚大で離陸不能となり、西の1機も兵員を降ろした後に沖へ不時着水、1機は着陸を断念して引き返しタイ領へ不時着した。東着陸点に向かう予定の残り4機は、西着陸点からさらに南西に外れた地点へ、オースチン中佐を含む109人の兵員を降ろした。
結局、空軍兵を含めて158人のアメリカ兵が島に降り立った。3地点に分かれてしまったアメリカ軍は、合流を目指しながら、増援の到着を待つことにした。
空母「コーラル・シー」機動部隊は、3波に渡って攻撃隊を出撃させて、リアム（リーム）航空基地など本土のシアヌークビル周辺のカンボジア軍施設を空襲した。その主な狙いは、米軍ヘリコプターを妨害するおそれのあるカンボジア空軍のT-28練習機の撃破であった。空襲により、T-28部隊や航空基地、製油所などは壊滅した。
海兵隊の増援部隊250名は、第一波を輸送したヘリコプターが往復して送り込む手はずであった。しかし、撃墜されなかった機体も被弾による損傷が多く、捜索救難任務から転用された2機を足しても5機しか使えない状況だった。5機は第二波127人の海兵隊を乗せてウタパオ基地を出て、11時8分頃から島への揚陸と負傷兵の収容を行った。ただし、1機は対空砲火で損傷し、着陸を断念した。

### 船員の解放
アメリカ軍ヘリコプター部隊がコー・タン島へ到着する直前の5月15日午前6時7分、民主カンプチア側は、プノンペン放送を通じてコンテナ船「マヤグエース」の国外退去処分を発表した。「マヤグエース」の船員らは、午前7時30分頃までには前日と同じタイ漁船に乗せられ、同じく解放されたタイ人漁船員らとともにコー・タン島へと向かっていた。
プノンペン放送による発表は約1時間後にタイのバンコクで受信され、それから間もなくの現地時間午前7時16分（ワシントン時間14日午後8時16分）にホワイトハウスに報告された。しかし、フォード大統領は、乗員の安否についての言及が無いことから、作戦の続行を命じた。そして、乗員が解放されるなら軍事行動を停止するとの声明を発表した。

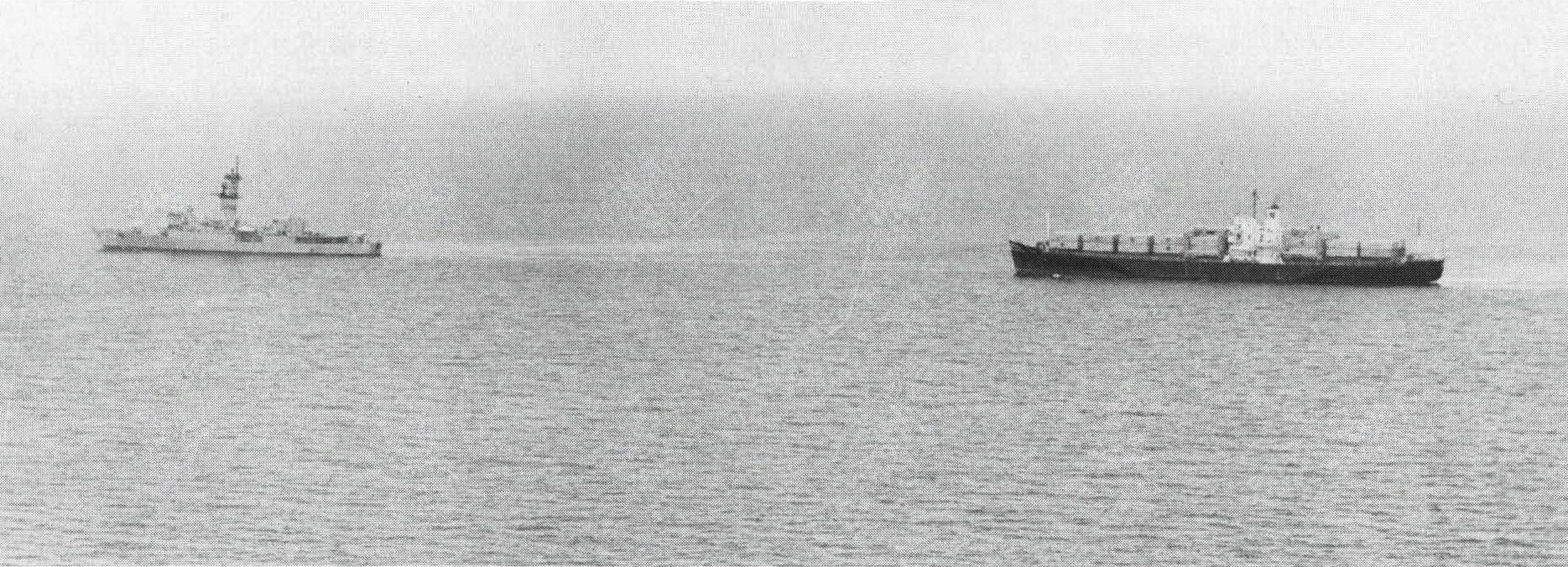
護衛駆逐艦「ハロルド・E・ホルト」に曳航される「マヤグエース」。その後、元の船員が帰って自力航行を再開する。

解放された漁船の出航は、午前9時前にはP-3C哨戒機によって発見され、欧米人多数が乗っていることまで確認された。ただ、別の航空機は、カンボジア軍の砲艇らしいとの誤報を発していた。コー・タン島沖で墜落ヘリの救助を行っていたミサイル駆逐艦「ヘンリー・B・ウィルソン」が接触に向かい、解放された漁船であることを確認すると、「マヤグエース」の船員を収容した。その後、「マヤグエース」の船員らは自分の船へと戻り、自力航行でシンガポールへと寄港した。タイ人漁船員らも、そのまま漁船でタイの母港へ帰った。

### 海兵隊の撤収
アメリカ軍に対する作戦終了命令は、現地時間5月15日午前11時過ぎに発令された。本土爆撃はすぐに停止されたが、コー・タン島での地上戦闘は続いた。なお、島に上陸した海兵隊員には、増援部隊の兵員からも船員解放が実現済みであることが伝わっていたが、カンボジア軍の攻撃が激しくて発砲を止めることは到底できない状況だった。
午後2時頃からヘリコプターによる撤収が始まり、タイに残っていた予備機も使って海兵隊員が順次収容された。駆逐艦による艦砲射撃や、AC-130ガンシップによるデイジーカッター投下などの援護が行われた。上陸開始から14時間後の午後8時過ぎに最後の収容機が空母「コーラル・シー」へ向かって島を離陸し、午後8時55分に作戦終了が報告された。ただ、3人の海兵隊員が行方不明のままとなった。

## 結果

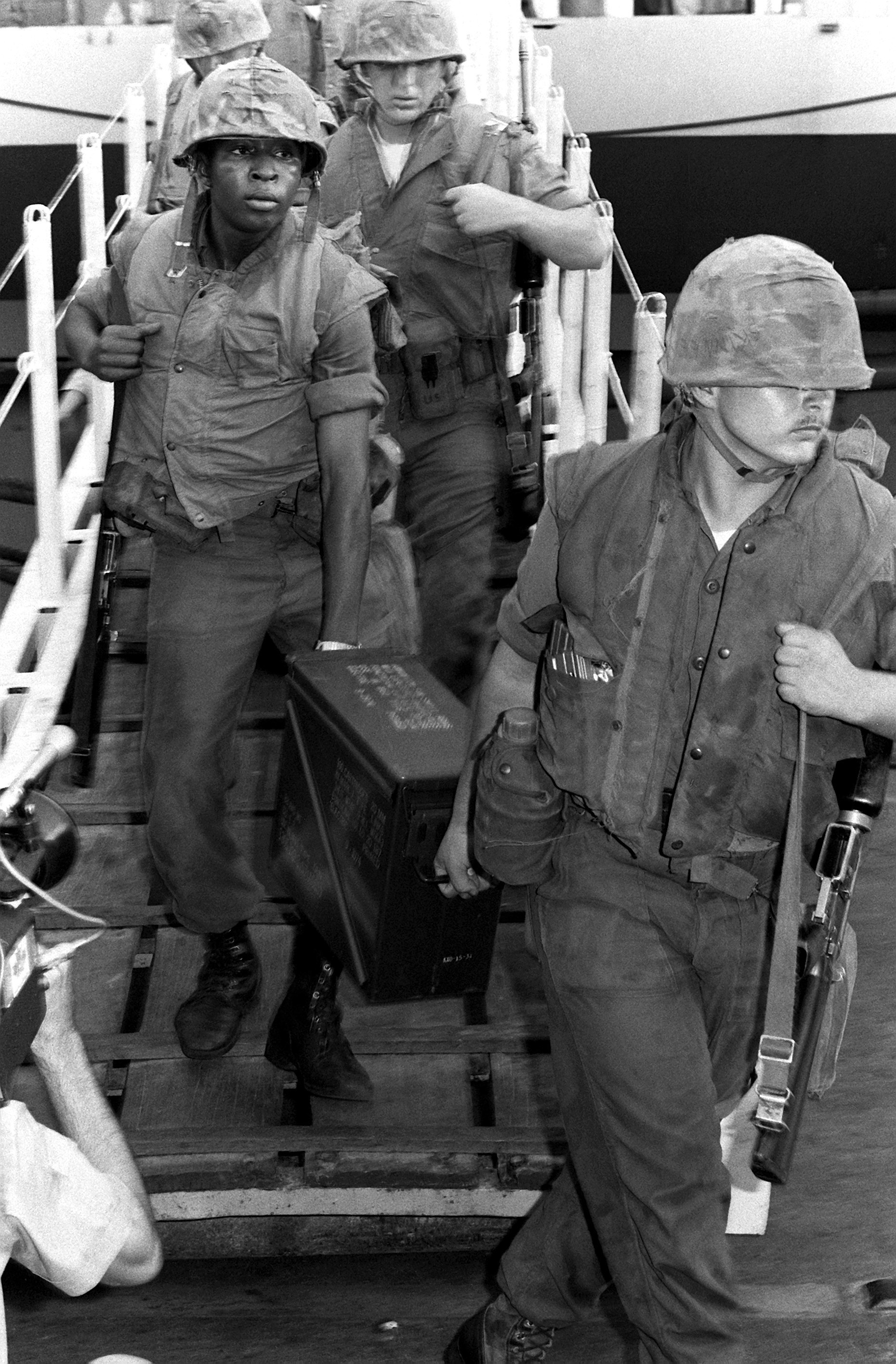
作戦を終えて空母「コーラル・シー」から下船する海兵隊員。

この作戦でアメリカ軍人15名が戦死、50名が負傷し、3名が行方不明となった。行方不明者3名は、民主カンプチアのトゥール・スレン収容所に尋問記録が残っており、捕虜となった後に処刑されたと考えられている。また、作戦初期には、空軍軍人23名がウタパオ基地に向かう途中の事故で死亡している。一方、民主カンプチア側の被害は、作戦領域に展開していたクメール・ルージュの軍人約300名のうち、60名が戦死したと考えられている。
海兵隊の手によって直接に拘束船員を救出することはできなかったものの、結果的に船員全員が無事に生還したことは、アメリカ合衆国の威信回復につながった。「マヤグエース」の船長は、アメリカ軍の行動が無ければ自分たちは収容所に入れられてしまっていただろうと感謝の言葉を述べている。
マヤグエース号事件はタイの政治にも間接的な影響を与えた。タイ政府は、近隣のベトナムやカンボジアとの関係を意識して従来の親米方針を変えつつあり、救出作戦へのウタパオ基地使用を拒否していた。アメリカ政府は、臨時代理大使が基地使用は考えていないと回答していたが、実際には航空部隊や海兵隊の出撃拠点としてウタパオ基地を使用してしまった。タイ政府はアメリカ軍の行為を自国に対する主権の侵害として駐米大使を召還し、国民も多数の団体が米軍撤退を要求するデモ活動などを展開した。事件解決後の5月19日に、アメリカ政府がタイ政府に対し、自軍の行為に関する遺憾の意と再発防止約束を記した覚書を交付したことで、問題は一応決着した。しかし、学生や労働者がアメリカ大使館に押しかけてフォード大統領個人からの謝罪を求めるなど、反米デモはタイ全土に広がって続いた。
また、救出作戦に加わった第3海兵師団は沖縄駐留の在日米軍であったため、日本でも政治論争を呼ぶことになった。今回の海兵隊の出動に関し、日本政府へは出発前に連絡は行われていたものの、日米間の事前協議までは実施されなかった。野党の日本社会党や民社党などは、「事前協議が無かったことは日米安全保障条約に付随する交換公文に違反する」と政府を批判した。これに対し日本政府は、交換公文との関係で事前協議を要するのは日本国内の基地から直接に戦場に向かった場合に限られるとの従来の解釈に依ったうえで、海兵隊は直接に日本からカンボジアへ出撃したのではなく、作戦決行も未定の段階でタイへ移動しただけであるから、事前協議が必要な場合ではなかったと答弁している。